# Panama zászlaja
Panama zászlajában a kék és a vörös a főbb politikai pártok színei (a Konzervatív Párté és a Liberális Párté), a fehér pedig a közöttük fennálló békére utal.
A kék a Csendes-óceán színe is, a vörös pedig a hazájukért vérüket ontó hősök szimbóluma. A kék csillag a tisztaság és becsületesség polgári erényeit képviseli, a vörös csillag pedig a hatalom, a törvény szimbóluma.